# Trichomyia humerosa
Trichomyia humerosa är en tvåvingeart som beskrevs av Duckhouse 1978. Trichomyia humerosa ingår i släktet Trichomyia och familjen fjärilsmyggor. Inga underarter finns listade i Catalogue of Life.